# Justiça restaurativa
A justiça restaurativa surge como contraposição à concepção tradicional da justiça criminal, a justiça punitiva-retributiva. A ideia de restauração (creative restitution), base da justiça restaurativa, foi formulada por Albert Eglash, tendo sido consolidada em seu artigo "Beyond Restitution: Creative Restitution", publicado na obra Restitution in Criminal Justice, de Joe Hudson e Burt Gallaway. Essa nova visão de justiça propõe um novo paradigma na definição de crime e dos objetivos da justiça. Nessa perspectiva, concebe-se o crime como violação à pessoa e às relações interpessoais, e o papel da justiça deve ser o de restauração dessas violações, ou seja, a reparação dos danos causados não somente à vítima, mas também à sociedade, ao ofensor e às relações interpessoais. Enquanto, em sentido contrário, a justiça punitiva-retributiva coloca o crime como um ato meramente violador da norma estatal, cabendo, como reação a essa conduta, a imposição de uma pena. Na justiça punitiva-retributiva, há a centralidade das figuras do Estado, da pena e da atribuição da culpa como forma de compensar as consequências do delito.
Essa "troca de lentes", como sugeriu Howard Zehr a respeito do ato delitivo e de suas consequências, aponta um procedimento de aproximação, uma relação dialógica (direta ou indireta), consensual e voluntária entre vítima, ofensor e comunidade. Proporciona-se, dessa forma, a identificação das necessidades de cada uma dessas partes, e, posteriormente, objetiva-se atender a essas necessidades. É um modelo mais adaptado ao common law, pela vigência do princípio da oportunidade. Já outros modelos, como o brasileiro, possuem uma estrutura menos flexível à receptação da justiça restaurativa, pois contam com princípios jurídicos resistentes à restauração, como a indisponibilidade da ação penal, dificultando a possibilidade de conciliação, mediação e reuniões coletivas na esfera penal. Por meio dessa proposta alternativa de justiça criminal, justifica-se uma busca pela ressocialização do ofensor: o agente deve reconhecer o seu erro e assumir a responsabilidade pelas consequências de seu ato. A justiça restaurativa visa a "curar" as consequências do delito.

## Histórico

### Desenvolvimento doutrinário
A justiça restaurativa é um modelo de solução de conflitos desenvolvido a partir da década de 1970 em países como Canadá, Estados Unidos, Nova Zelândia, Austrália, África do Sul, Argentina, Colômbia e Brasil, entre outros. Atribui-se a autoria deste termo a Albert Eglash, um psicólogo que trabalhava com detentos. Seu trabalho mostrava, a eles, como o comportamento delitivo era prejudicial às vítimas, e quais atitudes poderiam ser tomadas por eles para reparar os danos causados. Eglash desenvolveu uma pesquisa baseada neste trabalho e a apresentou em 1975 no Primeiro Simpósio Internacional sobre Restituição, realizado em Minnesota, nos Estados Unidos. Esta pesquisa e as demais apresentadas no simpósio foram compiladas no livro Restitution in Criminal Justice: A Critical Assessment of Sanctions, publicado em 1977 e editado por Joe Hudson e Burt Galaway.
Também na década de 1970, Mauro Cappelletti publicou seu livro Access to Justice ("Acesso à Justiça"), no qual se refere ao acesso à justiça como requisito fundamental de um sistema jurídico moderno e igualitário de garantia de direitos a todos os cidadãos. No contexto de universalização do acesso à justiça, o autor destaca a importância da justiça participativa e da diminuição da exigência de formalidades no processo. Cappelleti definiu uma terceira onda de acesso à justiça que se baseia não apenas na estrutura do judiciário mas "no conjunto de instituições e mecanismos, pessoas e procedimentos utilizados para processar e mesmo prevenir disputas nas sociedades modernas".
Howard Zehr é o autor mais notável na área da justiça restaurativa. No final da década de 1970, ele fez parte de um movimento para desenvolver a justiça restaurativa, realizando diversos eventos internacionais com foco nesta área. Em 1990, publicou Changing Lenses – A New Focus for Crime and Justice- obra que se tornou uma referência nas pesquisas sobre o tema -, propondo uma nova forma de enxergar crimes e punições.

### Desenvolvimento prático
O Conselho Econômico e Social das Nações Unidas (ECOSOC) teve importante participação na divulgação e ampliação dos projetos de justiça restaurativa entre seus Estados-membros, publicando várias resoluções estimulando estas práticas..
Na Resolução 1999/26, de 28 de julho de 1999, intitulada "Desenvolvimento e Implementação de Medidas de Mediação e Justiça Restaurativa na Justiça Criminal", o Conselho requisitou, à Comissão de Prevenção do Crime e de Justiça Criminal, que considere a desejável formulação de padrões das Nações Unidas no campo da mediação e da justiça restaurativa.
Na resolução 2000/14, de 27 de julho de 2000, intitulada "Princípios Básicos para utilização de Programas Restaurativos em Matérias Criminais", foram requisitados meios para se estabelecer princípios comuns na utilização de programas de justiça restaurativa em matéria criminal.
A resolução 2002/12 elaborou, em seu enunciado, um núcleo conceitual e principiológico básico sobre a justiça restaurativa, validando e recomendando sua aplicação para todos os países signatários.

## Definição
Renato Gomes Pinto define a justiça restaurativa como "um processo estritamente voluntário, relativamente informal, com a intervenção de mediadores, podendo ser utilizadas técnicas de mediação, conciliação e transação para se alcançar o resultado restaurativo, objetivando a reintegração social da vítima e do infrator".. Por sua vez, Miguel Mota Cardoso refere que "a justiça restaurativa tem dimensão autopoiética e incorpora a ética de responsabilização, configurando o núcleo sinecológico da mediação penal."
“Fazer justiça” do ponto de vista restaurativo significa dar resposta sistemática às infrações e a suas consequências, enfatizando a cura das feridas sofridas pela sensibilidade, pela dignidade ou reputação, destacando a dor, a mágoa, o dano, a ofensa, o agravo causados pelo malfeito, contando para isso com a participação de todos os envolvidos (vítima, infrator, comunidade) na resolução dos problemas (conflitos) criados por determinados incidentes. Práticas de justiça com objetivos restaurativos identificam os males infligidos e influem na sua reparação, envolvendo as pessoas e transformando suas atitudes e perspectivas em relação convencional com sistema de Justiça, significando, assim, trabalhar para restaurar, reconstituir, reconstruir; de sorte que todos os envolvidos e afetados por um crime ou infração devem ter, se quiserem, a oportunidade de participar do processo restaurativo" (Pedro Scuro Neto, citado por Renato Sócrates Gomes Pinto)

## Objetivo
A justiça restaurativa sugere uma reavaliação do fenômeno criminológico desde suas causas, passando pela aplicação da justiça até suas consequências futuras. Visa a alterar a percepção que a sociedade tem do delito, não se limitando em sugerir meramente melhorias tecnológicas. Essa nova visão busca as causas e o significado da transgressão para a sociedade. Passa a entender o crime como um dano decorrente da violação das relações interpessoais e, a partir daí, procura soluções para corrigir a casualidade sofrida. Com efeito, o objetivo da justiça restaurativa é recuperar a vítima, restabelecendo o seu estado anterior à agressão, bem como transformar e curar o agressor de modo que este mude seu comportamento, trazendo, por consequência, elementos como a reconciliação, a reparação e a restauração do senso de segurança, tanto para quem sofreu a lesão como para a sociedade.  

## Justiça restaurativa e a concepção de crime
No atual modelo de justiça, o retributivo, o crime é visto como uma violação da lei e o ofensor deve ser submetido a uma pena para que o desequilíbrio gerado pelo fato delituoso seja restabelecido. Esse sistema deixa de observar as necessidades prementes e futuras da vítima, bem como desumaniza o ofensor, que, muitas vezes, permanece oprimido, abusado e excluído da sociedade. No modelo restaurativo, contudo, o crime é visto como uma violação de relações, surgindo, assim, a necessidade de uma justiça terapêutica, que visa a empoderar todas as partes envolvidas no ato. Desse modo, o crime deixa de ser observado como intensificação de um conflito. Também evitam-se generalizações de comportamento, fatos e expressões que acabam por objetificar a figura humana, afastando o real significado do fenômeno delituoso, tornando-o, por diversas vezes, vago e até mesmo eufemístico. O fenômeno criminológico passa a ser visto como derivado de injustiças estruturais inerentes à sociedade. Desse modo, o crime, na justiça restaurativa, é observado nas esferas da vítima, das relações interpessoais, do ofensor e da comunidade.

### A restauração
Uma vez estabelecido que o ideal não é punir mas, sim, corrigir o mal cometido, cabe uma atuação terapêutica do Estado, que deve prover todos os meios para criação de um ambiente profícuo para tanto, ainda que não seja possível a restauração plena do estado anterior à violação. A vítima tem de ser reparada pelo que sofreu e, para tanto, deve ter seu senso de segurança e o controle de sua vida restaurados. Assim, deve-se procurar atender não só as suas necessidades prementes, mas devem-se, também, tomar medidas que projetem seus efeitos para o futuro.
Quanto à relação vítima-agressor, se busca a reconciliação, estimulando o perdão da vítima e o arrependimento do agressor. Contudo, em ambos os casos, não pode, o Estado, coagir as partes da relação, uma vez que tanto o perdão como o arrependimento são processos emocionais e, muitas vezes, inatingíveis, a depender da materialidade dos fatos e da gravidade da ofensa. Contudo, cabe, ao Estado, fornecer oportunidades para tanto, tentando trazer vítima e agressor de uma situação de hostilidade para uma relação positiva.
O ofensor, por outro lado, deve ser responsabilizado, não apenas de um modo normativo, ou seja, de quem é declarado culpado por um tribunal e cumpre a pena estipulada no Código Penal: tal responsabilização deve ser internalizada. Deve haver o reconhecimento de seu erro, o arrependimento e a busca para consertar o mal feito. Para que isso ocorra, é preciso compreender o ofensor, afastar os estereótipos, entender que série de fatos o levou até a prática delituosa e quais injustiças que sofreu ao longo da vida o levaram a racionalizar a conduta ilícita a ponto de justificá-la. E, a partir daí, guiá-lo, por meio de um suporte emocional para uma transformação benéfica.
Todo delito traz a sensação de insegurança para a comunidade: assim, a Justiça deve tentar restaurar o senso de harmonia social. Por isso, é importante que ela vá além da mera restauração do status pré-delituoso, devendo, também, promover uma mudança, buscando, sempre, a plenitude do ser humano.

### O conceito de ideal de Justiça
A experiência da Justiça faz parte das necessidades humanas, uma vez que a sensação de um mal não reparado desperta um mal-estar que vai de encontro ao pacto social elaborado pelos contratualistas iluministas. Daí, como acima disposto, a necessidade de se prover apoio, segurança e suporte emocional à vítima: ela deve ser ouvida, deve poder expressar seus sentimentos, sua raiva e seu descontentamento. A justiça restaurativa busca, justamente, permitir a vindicação da vítima e, assim, a empodera, da mesma forma que empodera o ofensor ao ouvi-lo, ao buscar transformá-lo. O mecanismo da restauração eleva a vítima, retornando-a ao seu status quo sem rebaixar o ofensor, que, ainda, tem a oportunidade de mudar seu comportamento positivamente, de ser inserido socialmente. É mudança de uma ótica que usa a coação, o medo reverencial do uso legítimo da força, para uma ótica que valoriza o indivíduo e tenta amenizar e restaurar um mal cometido, uma ótica que reconhece que o crime é gerado pela sociedade, pelas injustiças sociais e não pelas pessoas. Em suma, a justiça restaurativa passa a ver o crime como um fator de gerador de dívida, pela qual o ofensor é responsável, devendo buscar quitá-la, mas sem castigá-lo com instrumentos repressores.

### O processo na justiça restaurativa
O atual modelo processual não traz a sensação de Justiça. Ao contrário, ele distancia as pessoas, tanto o ofensor, na medida em que lhe é atribuída uma pena, um castigo, uma violência legítima, quanto a vítima, tendo em vista que, no modelo de justiça retributiva, quem assume o polo ativo do processo é o Estado. O modelo restaurativo, na contramão, é um modelo inclusivo, que visa a empoderar ambos, ofensor e ofendido, sendo, a sociedade, a supervisora do acordo entre eles, trazendo ambos os lados para a discussão para que exponham suas perspectivas em todas as fases do processo, inclusive na sentença, na qual o ofensor participa a fim de determinar de que modo pode ressarcir o ofendido. Limita-se, também, o uso da dor, esta sendo utilizada como último recurso, apenas para evitar que uma dor maior seja infligida e sempre devendo ser justa e legítima, visto que o fim principal é a cura, a restauração. Uma vez que as partes cheguem a um acordo, deve, o sistema restaurativo, proporcionar os devidos ritos formais para que se encerre o ciclo, tanto para vítima como para o ofensor, de modo que a sociedade possa retomar seu curso.</ref>.

## Características
De modo geral, os aspectos destacados por Gomes Pinto expressam a forma pela qual a justiça restaurativa é operada. Esses aspectos serão, portanto, analisados, ao mesmo tempo em que o funcionamento da justiça restaurativa será apresentado.

### Objeto
A justiça restaurativa condensa sua atenção na reparação das violações decorrentes do crime, diferentemente da justiça retributiva, a qual se volta, principalmente, para a culpa e a imputação da pena.

### Processo voluntário
A voluntariedade não significa que os operadores da justiça restaurativa devam fazer um trabalho voluntário. Significa que as partes afetadas pelo conflito devem, voluntariamente, optar pela justiça restaurativa como meio para sua resolução, diferentemente do processo tradicional, pois, caso as pessoas não queiram optar pelo modelo restaurativo, o Estado não pode intimá-las a utilizar essa via.
O fato de ser caracterizado como relativamente informal alude à forma como acontecem os procedimentos. As partes são consultadas se desejam participar e a solução tida como justa é obtida através do diálogo entre elas, nos chamados círculos restaurativos, câmaras restaurativas, ou mesmo encontro restaurativo.

### Mediação
A intervenção de mediadores (também chamados de facilitadores) marca a viabilidade do procedimento restaurativo. O papel da mediação é o de garantir que as partes dialoguem de modo a construir conjuntamente um acordo justo para ambos os lados. Ocorre que o diálogo entre as pessoas afetadas torna-se muito delicado em decorrência dos impactos causados pelo conflito. Por isso, a mediação irá primar para que esse diálogo não seja mais uma forma de conflito, mas sim um meio para a reparação dos danos e restauração das relações sociais.
Mark Umbreit ressaltou a importância do estilo de mediação "empoderador", ou seja, enfatiza a voluntariedade das partes, o mediador não impõe intenções pré estabelecidas, nem a sua personalidade como característica do processo,  concede liberdade às partes para a troca de informações, a fim de identificar as necessidades da vítima e do ofensor.
A mediação, no âmbito da justiça restaurativa, está disposta em três etapas principais: A primeira configura-se pela aceitação da responsabilidade pelo ofensor (há o reconhecimento do ato ofensivo e responsabilização do autor). Na segunda, a troca de informações entre vítima e ofensor permite a formação de um parâmetro para restauração dos danos decorrentes do delito (fase da restituição). Por último, há uma preocupação com a não repetição do ato criminoso por parte do ofensor, com a restauração do senso de segurança da vítima e busca-se o sentimento de arrependimento do ofensor (fase do arrependimento). 
O resultado restaurativo diz respeito aos encaminhamentos advindos desse encontro entre as partes. O termo resultado restaurativo é mais amplo que acordo restaurativo, sendo que este corresponde ao que foi decido entre as partes para a reparação dos danos decorrentes do conflito e, aquele, insinua também o cumprimento desse acordo e a efetiva restauração das partes. 
Obviamente, nos casos mais graves não são aceitos os ideais de emporaderamento e dificulta-se a interação direta entre vítima e ofensor, por isso as decisões de terceiros são inevitáveis. Mas é cabível, na justiça ordinária, tais medidas restaurativas como complementares aos rituais tradicionais.  
Uma outra via de interação entre vítima e ofensor se dá de forma indireta nos crimes mais lesivos. Muito utilizado no Canadá e na Inglaterra é o uso de vítimas substitutas: os ofensores se encontram com vítimas que não são suas, sendo esse o modo pelo qual há troca de informações.

### Princípios
É possível destacar alguns princípios aplicáveis à justiça restaurativa, como:  
- Voluntariedade
- Consensualidade
- Confidencialidade
- Celeridade
- Urbanidade
- Adaptabilidade
- Imparcialidade

## Justiça restaurativa no Brasil

### Projeto Jundiaí
As apurações nos levaram à que parece a primeira iniciativa de aplicação de justiça restaurativa (JR) no Brasil, o Projeto Jundiaí: viver e crescer em segurança. Promovido, em 1999, pelos Centro Talcott de Direito e Justiça, Conselho Comunitário de Segurança (Conseg) e pela Coordenadora de Ensino, com o apoio da Ordem dos Advogados do Brasil (OAB), em 26 escolas do Ensino Médio daquele município paulista, o empreendimento tinha como objetivo “testar um programa preventivo visando estabelecer capacidade de auto-regulação de conduta pelos próprios alunos, por meio de normas inteligíveis, expectativas claras, condições adequadas de segurança, encorajando as famílias a estabelecerem disciplina e vínculos sociais nítidos e consistentes”, define Pedro Scuro Neto, pesquisador e diretor-executivo do Centro Talcott, uma rede de pesquisadores dedicados à implementação de políticas públicas eficientes e inovadoras.
A metodologia foi composta a partir de um estudo da professora Denise Gottfredson, de Maryland, que fez um levantamento de 143 projetos em escolas em diversas partes do mundo. Ela concluiu que os melhores se concentram sempre em (1) clarificar as regras de comportamento e a consistência da aplicação dessas regras; (2) melhorar a organização e a administração das salas de aula; (3) aumentar a freqüência da comunicação com as famílias no que diz respeito ao comportamento dos alunos; e (4) reforçar comportamentos positivos.

O primeiro empreendimento do Centro Talcott foi o Projeto Jundiaí, que inovou ao incluir um quinto componente para resolver casos mais difíceis, visando reconstruir as relações entre escola e sociedade, reparar danos e minimizar conseqüências negativas futuras: as câmaras restaurativas. Aplicadas com sucesso na Austrália pela orientadora escolar Margaret Thorsborne em um grande número de escolas, tinham a intenção era conscientizar que a conduta dos alunos não é responsabilidade exclusiva da escola, mas de todos os adultos da comunidade cujo centro é a escola. “Todos participavam de um processo de formação de um novo sentido de comunidade e cidadania, baseado na restauração de relacionamentos corrompidos por comportamento desregrado, violência e, eventualmente, criminalidade.”

### A justiça restaurativa positivada
O sistema jurídico brasileiro é bastante restritivo à justiça restaurativa, em razão de princípios processuais que inibem a atuação de terceiros em favor da atividade do Judiciário . A preocupação com a justiça restaurativa no Brasil ganhou importância apenas entre o final do século XX e o início deste século, conforme demonstram os dados da pesquisa “Acesso à Justiça por Sistemas Alternativos de Administração de Conflitos”.
A Constituição Federal de 1988, a reforma do Estatuto da Criança e do Adolescente e, principalmente, a Lei 9 099/1995, possibilitaram avanços na aplicação do modelo restaurativo no sistema jurídico brasileiro em determinados casos. A Constituição Federal, em seu artigo 98, inciso I, possibilitou a conciliação e transação em casos de infração penal de menor potencial ofensivo. A Lei dos Juizados Especiais Cíveis e Criminais regula o procedimento para a conciliação e julgamentos dos crimes menos graves, possibilitando a aplicação da justiça restaurativa, através dos institutos da composição civil, transação e suspensão condicional do processo. O Estatuto da Criança e do Adolescente também impulsiona a implementação da justiça restaurativa, uma vez que recepciona o instituto da remissão, através do art. 126. Nesse caso, o processo poderá ser excluído, suspenso ou extinto, desde que a composição do conflito seja perfectibilizada entre as partes, de forma livre e consensual .

### Desenvolvimento da justiça restaurativa brasileira
Após a apresentação de um diagnóstico feito pelo Ministério Público sobre o judiciário, constatando a sua ineficiência ao prestar serviços para a sociedade, o tema ganhou destaque nos planos de governo. Em 2004, foi lançado o “Pacto de Estado por um Judiciário mais Rápido e Republicano”, e em 2009, o “II Pacto de Estado por um Judiciário mais Rápido e Republicano”. Esses pactos são um comprometimento dos três poderes da República em tornar o serviço do poder judiciário mais eficiente, e dentre as várias pretensões, encontra-se o estímulo ao uso da justiça restaurativa em âmbito penal.
Houve iniciativas de cooperação entre o Programa das Nações Unidas para o Desenvolvimento (PNUD), a Secretaria de Reforma do Judiciário, a Secretaria Especial de Direitos Humanos, a Sociedade Civil organizada e o Ministério da Justiça, pela garantia do desenvolvimento através do acesso à justiça universal, ampliando, a partir de 2003, ações de cooperação técnica. Dentre essas ações estão atividades na área da justiça restaurativa, que inclusive alcançaram resultados como o implemento de três projetos-piloto de aplicação de práticas de justiça restaurativa e o aprofundamento nas pesquisas sobre o tema.
Neste contexto, foi publicada em 2005, a pesquisa Acesso à Justiça por Sistemas Alternativos de Administração de Conflitos, que buscou mapear as atividades de solução alternativa de conflitos no Brasil. Foram identificados programas de gestão de conflitos extrajudicialmente, desenvolvidos por Tribunais de Justiça, Defensorias Públicas, secretarias estaduais, órgãos municipais e entidades não-governamentais. Ao todo, foram identificados 67 programas, distribuídos entre os órgãos governamentais e não governamentais.
No entanto, a maioria destes programas tem uma atuação geográfica restrita, abrangendo apenas uma cidade ou partes dela. A distribuição nacional mostra a concentração de programas principalmente em áreas metropolitanas do Sudeste e Nordeste.

### Dados sobre  a justiça restaurativa brasileira
A metodologia da justiça restaurativa, baseada no diálogo e na atuação interdisciplinar das partes, mostrou-se eficaz no cenário brasileiro para resolver, principalmente, conflitos interpessoais e de gênero e família..
As classes populares são as maiores beneficiadas pelos métodos alternativos, compondo uma maioria expressiva no total de usuários de programas de justiça restaurativa, porque o processo na justiça ordinária é dispendioso para as partes. No contexto brasileiro, a atuação da Defensoria Pública não atinge a todos os necessitados de assistência jurídica, por isso é relevante dar atenção aos meios restaurativos, com a finalidade de se fazer justiça, de satisfazer a necessidade da vítima, do ofensor e da sociedade.

## Casos concretos de justiça restaurativa 'judicial'[19]

### Caso de Porto Alegre-RS
Em Porto Alegre, numa parceria entre a Justiça Instantânea (projeto do Tribunal de Justiça do Estado do Rio Grande do Sul), a Fundação de Atendimento Socioeducativo, a Fundação de Assistência Social e Cidadania, a Secretaria Municipal dos Direitos Humanos e Segurança Urbana e a Faculdade de Serviço Social da Pontifícia Universidade Católica do Rio Grande do Sul, aplica-se a justiça restaurativa em casos de jovens reincidentes.
Os casos admitidos em Porto Alegre envolvem a confissão do ato pelo ofensor, a identificação da vítima e o não envolvimento de homicídio, latrocínio, estupro ou conflito familiar. O processo é dividido em etapas. Primeiramente, faz-se a seleção dos casos; em seguida, encaminham-se para a fase do "Pré-Círculo", em que se explica, às partes, o que é a justiça restaurativa e na qual se constata seu interesse ou não em participar. Após, entra-se na etapa do "Círculo Restaurativo", em que, acompanhados de coordenadores. Após a participação de ambas as partes, chega-se a um acordo/plano. 
Esse acordo/plano é redigido pelos coordenadores assinado pelas partes. A partir de então, o ofensor é encaminhado ao Programa de Execução de Medidas Socioeducativas, acompanhado de um técnico que observará o cumprimento do acordo. Outro técnico acompanha as necessidades da vítima. Por fim, ocorre a etapa do "Pós-Círculo", em que se verifica se o acordo foi cumprido pelas partes.

### Caso de São Caetano do Sul-SP[20]
Em São Caetano do Sul, desenvolveu-se um modelo de justiça restaurativa nas escolas estaduais voltado ao público da 4ª à 8ª série do ensino fundamental, essencialmente adolescentes entre 9 e 16 anos.
Nesse caso, qualquer conflito pode ser encaminhado ao Círculo Restaurativo, e qualquer pessoa pode fazer a indicação - geralmente, quem o faz são as partes ou os professores, que são os coordenadores do projeto. O programa dá ênfase aos casos de bullying que ocorrem no ambiente escolar.
Para que ocorra o Círculo Restaurativo, é necessária concordância das partes. Os casos, após concluídos, necessariamente são enviados ao juízo, cuja função é observar os casos concretos. Muitas vezes, os próprios juízes concedem a remissão e nem sequer encaminham os jovens às medidas socioeducativas.

### Caso de Brasília-DF
Em Brasília, o programa é construído numa parceria entre o Tribunal de Justiça do Distrito Federal e dos Territórios, o Ministério Público do Distrito Federal e dos Territórios, a Defensoria Pública do Distrito Federal, a Secretaria de Estado de Ação Social, a Universidade de Brasília, o Instituto de Direito Internacional e Comparado e a Escola da Magistratura do Distrito Federal, e é dado enfoque aos casos em que os envolvidos possuem um relacionamento que se projete para o futuro ou se prolongue.
O programa é dividido em algumas etapas. Primeiro, faz-se a seleção dos casos e consulta-se ofensor e vítima sobre o interesse em participar do projeto. Nesse momento, explica-se o que é a Justiça Restaurativa, e só se prossegue com o programa se as partes anuírem com seu andamento.
Em seguida, realizam-se os Encontros Preparatórios, em que as partes, geralmente amparadas por familiares e amigos, preparam-se emocionalmente para o processo. É nesse momento que se discute o que será dito e como reagir ao relacionamento com a outra parte. 
Por fim, chega-se à etapa central do programa, que é o Encontro Restaurativo. Nessa fase, as partes discutem o conflito e elaboram um acordo, que será homologado pelo Juiz e pelo Ministério Público. Após seis meses, as partes se reúnem para verificar o cumprimento do acordo.

## Justiça restaurativa e temas relacionados
O tema da justiça restaurativa se relaciona a assuntos relevantes, como a sobrecarga do poder judiciário e a crise de legitimidade do sistema carcerário.
É uma tendência mundial das democracias modernas o "boom de litigação", como chamado por Werneck Vianna et al. O princípio do acesso à justiça é uma dimensão essencial ao desenvolvimento humano. Contudo, essa sobrecarga judiciária pode acarretar uma crise de desempenho e a consequente perda de credibilidade da justiça. Por isso, é importante o incentivo a meios alternativos de resolução de conflitos, como a conciliação, a mediação e a arbitragem. Essa última aplica-se no que diz respeito a direitos disponíveis da esfera civil. No âmbito do direito penal, a aplicação da justiça restaurativa em maior amplitude é uma medida amenizadora do atolamento do judiciário ordinário, já contando com o avanço das penas alternativas e o avanço da Lei dos Juizados Especiais na realidade brasileira, no concernente a delitos de menor potencialidade ofensiva. Além de as medidas restaurativas serem produtivas à sociedade como um todo, sempre fundadas na reparação dos danos (creative restitution).
Outro assunto também relacionado à justiça restaurativa é a crise do sistema carcerário, no caso do Brasil, caracterizado pela superlotação e pela incapacidade do cárcere representar a reintegração social do autor do ato ofensivo. Vários autores apontam  a "crise de legitimidade" da justiça criminal tradicional geradora de "dano, dor e morte" não só para vítimas, mas para infratores, operadores do sistema e a sociedade. Por isso, reforça-se a relevância da justiça restaurativa para reagir ao crime de forma propositada e coerente com as consequências delitivas, de forma a restaurar ao máximo todos os tipos de violações ocorridos.
Encarando regimes de encarceramento como empreendimentos que necessariamente devem ser morais, ao redor do mundo iniciativas usam várias técnicas – câmaras (reuniões estruturadas entre infrator, vítima e apoiadores), câmaras de família, mediação vítima-infrator/ofensor, mediação de vizinhança, mediação indireta/à distância, círculos – associadas aos princípios da Justiça restaurativa e da mediação (para facilitar diálogo entre as partes e decidir como compensar os danos), que perseguem objetivos audaciosos:

I. Ajudar prisioneiros a tomar consciência e a ter empatia pelas pessoas prejudicadas pelos danos causados.
II. Facilitar prisioneiros a compensar de alguma forma suas vítimas.
III. Facilitar mediação entre prisioneiros, suas vítimas, as famílias de ambos, e suas comunidades.
IV. Construir e fortalecer laços entre presídios e instituições correcionais com as comunidades onde se situam. 
V. Criar uma nova cultura prisional em que os conflitos são resolvidos de forma pacífica.
VI. Promover transformação institucional.